# Sebastian Bachmann
Pour les articles homonymes, voir Bachmann.
Sebastian Bachmann, né le 24 novembre 1986 à Bad Mergentheim, est un escrimeur allemand spécialiste du fleuret.

## Carrière
Il est médaillé de bronze en fleuret par équipes aux Jeux olympiques de Londres en 2012 avec Peter Joppich, Benjamin Kleibrink et André Weßels.